# Merdasas Surena
Merdasas Surena (em grego: Μερδασας Σουρένα; em árabe: Merdanšah Suren; m. 626) foi um nobre iraniano da Casa de Surena. Era pai de Mir Hormisda. Serviu sob Cosroes II (r. 590–628) como paduspã de Ninruz e esteve em estreita colaboração com o aspabedes Sarbaro, que era seu superior. Tabari aponta que era um dos oficiais mais obedientes e confiáveis do xá. Em 626, astrólogos e adivinhos avisaram Cosroes de que sua queda viria de Ninruz. Desconfiado de Merdasas por sua grande popularidade no Sacastão, decidiu ordenar que sua mão direita fosse cortada no espaço aberto em frente ao palácio real para impedi-lo de continuar exercendo ofício. Isso incomodou Merdasas a tal ponto que o xá ficou com remorso do que fez e se ofereceu a conceder qualquer desejo que seu oficial quisesse. Merdasas preferiu a morte por se sentir mutilado e desonrado, o que Cosroes concedeu, mesmo que relutante.